# The Main Ingredient (gruppo musicale)
The Main Ingredient è stato un gruppo musicale statunitense soul e rhythm and blues. Il loro più grande successo è Everybody Plays the Fool (1972), entrata ai primi posti delle classifiche nordamericane.

## Discografia

### Album in studio
- 1970 – L.T.D.
- 1970 – Tasteful Soul
- 1971 – Black Seeds
- 1972 – Bitter Sweet
- 1973 – Afrodisiac
- 1974 – Euphrates River
- 1975 – Rolling Down a Mountainside
- 1975 – Shame on the World
- 1977 – Music Maximus
- 1980 – Ready for Love
- 1981 – I Only Have Eyes for You
- 1989 – I Just Wanna Love You
- 2001 – Pure Magic